# 服役韃靼人
服役韃靼人，是指14-18世纪在俄国与莫斯科公国服务的鞑靼人。
他们多数是金帐汗国贵族，后来成为俄国服役貴族。他们在卡西姆汗国与莫斯科公国也獲分配土地。他们是俄国人招安哈萨克人与河中突厥人的助手。他们是翻译、经学家、文员与使节，他们也有參加立沃尼亚战争，他们也在奧倫堡当哥萨克与有权使用火器。
瓦西里二世之後，進入莫斯科貴族的韃靼人人數急劇增加。根據扎戈斯京在17世紀的彙編，156個俄羅斯貴族家庭是韃靼人或類似血統，168個是維京血統的留里克家族，42個是未指明的俄羅斯血統。還有來自西歐和波蘭-立陶宛的452個家庭，但其中大多數在17世紀才定居在俄羅斯。俄羅斯和韃靼貴族大規模通婚。現代估計表明，三分之一的俄羅斯貴族是突厥-韃靼血統。
他们的土地维持到十八世纪被国有化。